# Bloodwych
Bloodwych ist ein Computer-Rollenspiel. Es wurde 1989 von Mirrorsoft/Imageworks für den Atari ST entwickelt, und kurze Zeit später für den Amiga, den Commodore 64, Amstrad CPC, MS-DOS und andere Systeme portiert. Es war das erste Computer-Rollenspiel, welches für mehrere Spieler gleichzeitig an einem Rechner ausgelegt war.
Man steuert bei diesem Spiel eine Gruppe aus vier verschiedenen Charakteren, die aus einem Pool von insgesamt 16 ausgewählt werden können. Es gibt vier verschiedene Grundklassen, die jedoch nur grobe Entwicklungslinien sind. Das Magiesystem ist sehr einfach gehalten und beschränkt sich auf einige wenige Zauber, die oft strategisch eingesetzt werden müssen. Die Umgebung, in der man sich bewegt, ist sehr stark an das offensichtliche Vorbild Dungeon Master angelehnt, bietet jedoch mehr Interaktion mit der Umgebung, insbesondere den Nicht-Spieler-Charakteren. Man bewegt sich wie schon bekannt, kästchenweise durch eine vorgezeichnete Umgebung, die aus einer Frontperspektive dargestellt wird und teilweise anklickbare Objekte bietet. Zudem wird bei fast jeder Begegnung eine einfache Konversationsmöglichkeit angeboten, die leichte Auswirkungen auf das Spiel selbst hat.
Da das Spiel für zwei Spieler gleichzeitig ausgelegt ist, von denen jeder eine 4-köpfige Abenteurergruppe steuert, erfolgt die Darstellung in einem Splitscreen-Verfahren, wobei der Bildschirm hier mittig geteilt wird. Spielt nur ein Spieler, wird nur der halbe Bildschirm genutzt. Viele der zahlreiche vorhandenen Rätsel und Begegnungen sind für zwei Spieler konzipiert, dies gilt auch für die Größe der Karten, auf denen man sich bewegt und die für die damalige Zeit enorm umfangreich angelegt waren. Der Schwierigkeitsgrad steigt daher als Solospieler stark an.

## Erweiterung
Noch im selben Jahr wurde eine Erweiterung veröffentlicht. In dieser konnte man seine Spielfiguren aus dem Hauptspiel importieren, und eine neue, noch umfangreichere Welt erkunden. Der Schwierigkeitsgrad wurde stark angehoben, indem die Erweiterung einen Charakter erfordert, der das Hauptspiel bereits abgeschlossen hat. Es gab nun auch die Möglichkeit, Monster, die man unterwegs antraf, in die eigene Gruppe aufzunehmen. Neben neuen Waffen und Rüstungen wurden auch einige Fehler im Spiel entfernt, ansonsten wurde das bewährte System beibehalten.

## Nachfolger
1994 wurde von Psygnosis ein Nachfolger namens Hexx: Heresy of the Wizard auf den Markt gebracht. Anders als der Vorgänger orientierte sich dieses Spiel an Shadowcaster und gab die Idee des gleichzeitigen Kooperationsspiels zweier Spieler auf. Man bewegte sich mit seiner Gruppe, die wiederum aus vier Mitgliedern bestand, durch eine sehr einfache 3D-Umgebung. Die Spielweise an sich wurde vom Vorgänger übernommen, jedoch wurde das Magiesystem stark ausgebaut. Die Kämpfe finden wieder in Echtzeit statt und werden durch eine gut durchdachte Steuerung erleichtert. Die im Vorgänger noch sehr umfangreich enthaltenen und teilweise sehr komplexen Rätsel wurden jedoch stark reduziert, trotzdem ist das Spiel an sich nicht vollständig linear, da man teilweise selbst entscheiden muss, welchen Weg man als nächsten geht.